# 約翰·馬滕森
約翰·馬滕森（瑞典語：Johan Mårtensson；1989年2月16日—）是一位瑞典足球運動員。在場上的位置是中場。他現在效力於瑞典足球超級聯賽球隊希爾星堡足球俱樂部。他也代表瑞典國家足球隊參賽。